# 达萨拉哈尔利
达萨拉哈尔利（Dasarahalli），是印度卡纳塔克邦Bangalore县的一个城镇。总人口263636（2001年）。

## 人口
该地2001年总人口263636人，其中男性143225人，女性120411人；0—6岁人口31246人，其中男16975人，女14271人；识字率72.24%，其中男性为77.40%，女性为66.10%。